# Javaanse blauwe cochoa
De Javaanse blauwe cochoa (Cochoa azurea) is een zangvogel uit de familie Turdidae (lijsters). Het is een kwetsbare, endemische vogelsoort op het Indonesische eiland Java.

## Kenmerken
De vogel is 23 cm lang en lijkt sterk qua formaat en gedrag op een merel. Het mannetje is glanzend donkerblauw van boven met een donker oog en zwarte poten en snavel. Het vrouwtje is donkerbruin met blauwe kruin, vleugels en staart.

## Verspreiding en leefgebied
Deze soort is endemisch in berggebieden van West- en Midden-Java tussen Gunung Halimun en Gunung Slamet. Het leefgebied bestaat uit montaan regenbos tussen de 900 en 3000 m waar de vogel zich meestal ophoudt in de onderste etages van het geboomte.

## Status
De Javaanse blauwe cochoa heeft een beperkt verspreidingsgebied en daardoor is de kans op uitsterven aanwezig. De grootte van de populatie werd in 2012 door BirdLife International geschat op 3,5 tot 15 duizend individuen en de populatie-aantallen nemen af. Het leefgebied, vooral het deel dat onder de 1500 m boven zeeniveau ligt, wordt aangetast door ontbossing waarbij natuurlijk bos wordt omgezet in gebied voor agrarisch gebruik, recreatie en geothermische bedrijven. Om deze redenen staat deze soort als kwetsbaar op de Rode Lijst van de IUCN.